# Rio Ngumoha
Rio Chima Ngumoha (Newham, 29 augustus 2008) is een Engels voetballer die bij voorkeur als aanvaller speelt. Hij tekende in 2024 voor Liverpool.

## Clubcarrière
Liverpool haalde Ngumoha in 2024 weg bij Chelsea. Op 11 januari 2025 debuteerde hij in de FA Cup tegen Accrington Stanley. Met zijn 16 jaar en 135 dagen werd hij de jongste speler ooit die een basisplek kreeg bij Liverpool.